# Happy Channel
Happy Channel este un canal de televiziune privat comercial din România, deținut de compania Antena TV Group.

## Istorie
A fost lansat pe 15 ianuarie 2006 ca Euforia Lifestyle TV difuzând mai multe reality-show-uri și talk show-uri pentru femeii. Din 2008 difuzează și filme. În vara anului 2011 și-a extins oferta de programe adăugând și seriale de ficțiune coreene și americane devenind complet un canal pentru femei.
În primăvara 2015 Euforia Lifestyle TV a lansat conceptul Euforia Pasiunii difuzând mai multe seriale americane, coreene și mai nou turcești.
Din 8 martie 2016 Euforia Lifestyle TV și-a schimbat numele în Happy Channel. După rebranding, postul a devenit principalul concurent al lui Acasă TV.
La 8 martie 2016 au debutat Dreptul la fericire (cu Florina Onețiu și Violeta Dumitrescu), o emisiune militantă care apără drepturile femeilor, și Happy Day (cu Cristina Ciobănașu, Vlad Gherman și Raphael Tudor), o emisiune adresată în special tinerilor care este o combinație de cool-tură, informație și divertisment.
Din 28 noiembrie 2016 Happy Channel, la fel ca toate celelalte posturi ale trustului Intact au trecut la formatul HD.

## Legături externe
- Site oficial